# Biblioteca Marucelliana
La bibliothèque Marucelliana est une bibliothèque publique, située à Florence, chef-lieu de la Toscane, en Italie. Elle appartient au ministère pour les Biens et les Activités culturels. L’accès à la bibliothèque s’effectue par les 43-47 via Cavour.

## Historique
Originairement voulue par l’abbé Francesco Marucelli qui a fait en sorte que sa bibliothèque personnelle devienne à sa mort une bibliothèque publique à Florence, la bibliothèque Marucelliana se caractérise par son inscription sur la façade de l’édifice : « Marucellorum Bibliotheca publicae maxime pauperum utilitati » . « La Bibliothèque des Marucelli pour l’usage publique, surtout des pauvres » devient alors la première bibliothèque de culture générale ouverte à tous, le 18 septembre 1752. Pour accueillir la bibliothèque de Francesco Marucelli, un nouvel édifice est construit par son neveu, Francesco Marucelli qui offrit lui aussi sa propre bibliothèque à la bibliothèque publique.
Le premier bibliothécaire, nommé par Alessandro Marucelli lui-même, Angelo Maria Bandini, resta en fonction une cinquantaine d’années. Il prit soin de faire prospérer la bibliothèque, acquérant d’autres fonds, comme la collection d’estampes et de dessins de Francesco di Ruberto, autre membre de la famille des Marucelli. Depuis 1911, suivant la loi sur le dépôt obligatoire des œuvres imprimées, la bibliothèque reçoit toutes les œuvres imprimées dans la province de Florence, lui permettant d’accroître considérablement son patrimoine.

## L’édifice
Construit spécifiquement dans la perspective d’accueillir une bibliothèque, l’édifice a été l’objet d’une compétition architecturale pour sélectionner le meilleur des projets. Cette compétition a principalement opposé Alessandro Dori, proposé par Alessandro Marucelli lui-même, et Giovan Filippo Ciocchi. La différence des projets tient principalement à l’emplacement de la façade de la bibliothèque : Ciocchi la concevait dans une rue latérale à la via Cavour, tandis que Dori l’imaginait donnant directement sur la via Cavour. Appuyé par Alessandro Marucelli, Dori gagne cette compétition et entreprend la construction de la bibliothèque de 1747 à 1751. Au fil des ans, la bibliothèque s’agrandit peu à peu avec le rachat d’édifices proches, comme le rez-de-chaussée du palais Dardinelli Fenzi.

## Le patrimoine de la bibliothèque

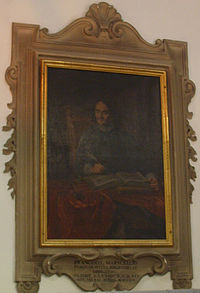
Le portrait de Francesco Marucelli.

Épargné par les inondations de Florence de 1966, le patrimoine actuel de la bibliothèque s’élève aujourd’hui à 630 000 volumes et opuscules, dont 490 incunables, 2 927 manuscrits, 69 345 lettres et documents divers. Dans ce fonds important se trouvent des œuvres de Anton Francesco Gori, pour l’histoire de l’archéologie ou encore de Francesco Redi, pour l’histoire de la science. La bibliothèque comprend également une importante collection d’environ 53 000 estampes et 3 200 dessins du XVe au XVIIIe siècle, de grands auteurs comme Ludovico Cigoli, Giorgio Vasari et Federico Zuccari, ainsi que le portrait de son fondateur, Francesco Marucelli. Enfin, il faut noter un important fonds d’œuvres mélodramatiques, datées à partir du XVIIe siècle.

### Source
- Le site officiel de la bibliothèque